# .tel
El .tel és un domini de primer nivell patrocinat (sponsored TLD en anglès) d'Internet que forma part del sistema de dominis d'Internet. Fou aprovat el 2007 per la ICANN com a domini de primer nivell patrocinat i és operat per Telnic. Telnic va anunciar el gener de 2011 que s'havien registrat més de 300.000 dominis des de l'inici de la disponibilitat general el 24 de març de 2009. A principis de 2014 es va produir una caiguda substancial de la majoria d'IDN.tel. El nombre total de llocs web registrats sota .tel a partir de 9 Octubre de 2023 és aproximadament 43.227.